# Partido Carmen de Areco
Carmen de Areco ist ein Partido im Norden in der Provinz Buenos Aires in Argentinien. Laut einer Schätzung von 2019 hat der Partido 15.489 Einwohner auf 1.080 km². Der Verwaltungssitz ist die Ortschaft Carmen de Areco. Der Partido wurde 1812 von der Provinzregierung geschaffen.

## Orte
Carmen de Areco ist in 3 Ortschaften und Städte, sogenannte Localidades, unterteilt.
- Carmen de Areco
- Tres Sargentos
- Pueblo Gouin